# Sellajochhaus
Das Sellajochhaus (italienisch Rifugio Passo Sella) war eine Schutzhütte in den Dolomiten, knapp unterhalb der Passhöhe des Sellajochs zwischen Langkofelgruppe und Sellagruppe. 2013 wurde der Gebäudekomplex abgerissen und an der Stelle ein umstrittenes 4-Sterne-Hotel errichtet, das wie die ehemalige Schutzhütte im Besitz der Sektion Bozen des Club Alpino Italiano (CAI) ist. Das Sellajochhaus befand sich im Gemeindegebiet von Wolkenstein in Südtirol nahe der Grenze zum Trentino in Italien direkt an der Sellajochstraße.

## Lage und Beschreibung
Das Haus lag  am Sellajoch, unmittelbar an der Passstraße etwas nördlich der Passhöhe auf 2180 m s.l.m. Die Straße am Sellajoch führt in vielen Kurven von Gröden unterhalb des Piz Ciavazes nach Canazei im Fassatal. Von Sellajochhaus nach Wolkenstein sind es 9 km, nach Canazei 11 km.
Das Sellajoch bildet die Grenze zwischen den  Provinzen Bozen – Südtirol und Trient, das Haus selbst lag nahezu an der Grenze selbst. Die Straße zum Sellajoch ist meist ganzjährig befahrbar, das Haus konnte direkt mit dem Auto angefahren werden. Es gibt auch Wanderwege, von Canazei aus war ein Höhenunterschied von 1465 m zu überwinden. Das Sellajochhaus lag an den Pisten der „Sellaronda“, eines beliebten Rundkurses rund um die Sellagruppe.

## Geschichte
1902 begannen zwei Grödner Bergführer mit dem Bau einer Schutzhütte am Sellajoch, konnten sie allerdings nicht fertigstellen. Im Jahr darauf wurde der unfertige Bau an die Sektion Bozen des Deutschen und Österreichischen Alpenvereins (DÖAV) verkauft, die den Bau vollendete. Der DÖAV erwarb neben der Hütte auch 200 Hektar Land, um die unberührte Landschaft rund um die Hütte zu erhalten. Im Sommer 1903 wurde das Sellajochhaus eröffnet. Es bot Platz für 40 Schlafplätze, davon eine Hälfte in Zweibettzimmern, die andere Hälfte im Matratzenlager. Die Hütte erfreute sich schnell großer Beliebtheit und musste bereits 1905 erstmals vergrößert werden. Im gleichen Jahr stand die Hütte im Winter erstmals den Mitglieder des DÖAV als Selbstversorgerhütte zur Verfügung. 1909 wurde sie ein zweites Mal vergrößert. Zu diesem Zeitpunkt zählte sie bereits über 3000 Gäste im Jahr. Unter den Gästen fanden sich beispielsweise König Friedrich August von Sachsen und der österreichische Erzherzog Eugen. Mit Ausbruch des Ersten Weltkrieges im Sommer 1914 brachen die Gästezahlen stark ein und nach dem italienischen Kriegseintritt im Mai 1915 diente sie der k.u.k. Armee als Stützpunkt.
Nach der Unterzeichnung des Waffenstillstandes im November 1918 und dem Einmarsch italienische Truppen nach Tirol wurden die Alpenvereinshütten zunächst von der Königlichen Italienischen Armee besetzt. Daran änderte sich bis zur Unterzeichnung des Friedenvertrages von Saint-Germain im September 1919 nichts. Der erste italienische Zivilkommissar Luigi Credaro der noch liberalen italienischen Regierung versuchte nach seiner Einsetzung im Sommer 1919 in der Sache zu vermitteln. Nach dessen Vorstellungen sollten ab April 1921 die DÖAV-Hütten in der nun italienischen Region Venezia Tridentina ehemaligen Sektionsmitgliedern des DÖAV übergeben werden. Nach der faschistischen Machtergreifung änderte sich Situation schlagartig. Im September 1923 erließ der faschistische Präfekt Giuseppe Guadagnini ein Dekret, das die Enteignung der von den Südtiroler Sektionen des DÖAV gehaltenen Schutzhütten vorsah. Im Januar 1924 wurden mittels eines weiteren Dekretes die enteigneten Hütten dem Club Alpino Italiano (CAI) übergeben. Das Sellajochhaus fiel zusammen mit der Klausner Hütte, der Raschötzhütte, dem Rittner-Horn-Haus, dem Schlernhaus und der Überetscher Hütte der Sektion Bozen des CAI zu.
1925 wurde die Hütte an die aus Campitello di Fassa stammende Familie Valentini-Cappadozzi verpachtet, die sie bis 2010 führen sollte. Unter den neuen Pächtern wurde das Sellajochhaus mehrmals umgebaut und renoviert. Zuerst um einen (kleineren) Anbau auf der linken Seite, später auf der rechten Seite um einen zweistöckigen Anbau. In der Zwischenkriegszeit blühte das Sellajochhaus wieder auf und zahlreiche Adelige, wie der belgische König Albert I., stiegen hier ab. Nachdem im Oktober 1941 der CAI unter die direkte Kontrolle der Nationalen Faschistischen Partei gestellt wurde, wurde das Haus nach dem beim italienischen Überfall auf Griechenland gefallenen Offizier Umberto Mareschalchi in Rifugio Mareschalchi umbenannt, dem Sohn des von 1929 bis 1935 als Unterstaatssekretär im Landwirtschaftsministerium der Regierung Mussolini tätigen Arturo Mareschalchi. Zu diesem Zeitpunkt verfügte das Haus über 70 Schlafplätze. Nach der deutschen Besetzung Italiens und der Einrichtung der Operationszone Alpenvorland im September 1943 wurde das Sellajochhaus von der Wehrmacht beschlagnahmt.

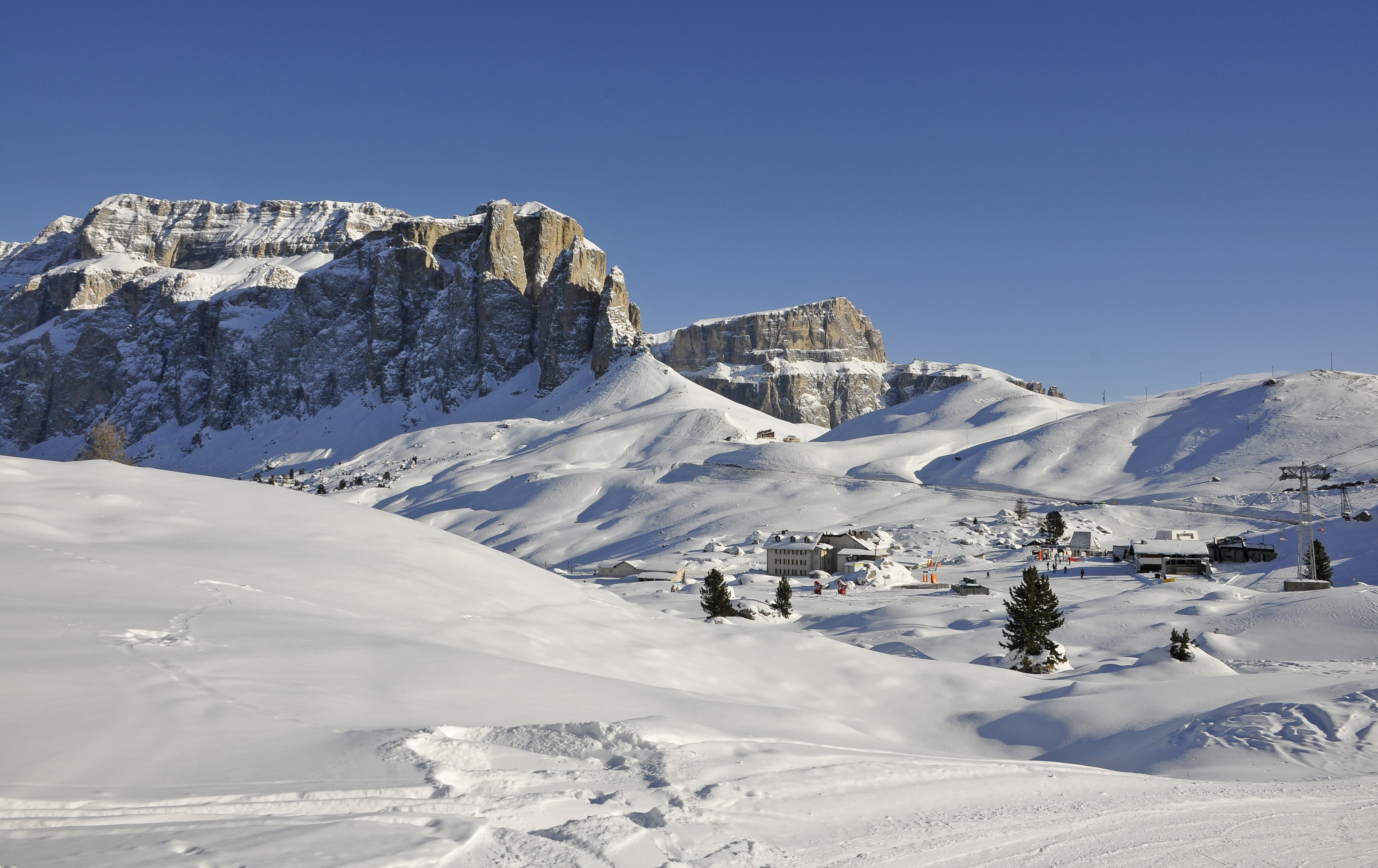
Das Sellajochhaus im Zustand von 2009 vor den Sellatürmen

In der Nachkriegszeit machte das Haus mit dem zunehmenden Fremdenverkehr und dem steigenden Autoverkehr an der Sellajochstraße eine rasante Veränderung durch. In seinem Ende der 1970er Jahre erstmals erschienenen Buch „Südtiroler Schutzhütten“ schreibt der Autor Hanspaul Menara, dass „das dem CAI gehörende Sellajochhaus schon längst keine Bergsteigerunterkunft mehr sei“.
Nach der Übernahme durch die neuen Betreiber haben diese 2013 den alten Gebäudekomplex, der mittlerweile auf eine Kapazität von 86 Betten angewachsen war, komplett abgerissen und an gleicher Stelle ein luxuriöses 4-Sterne-Resort aufgebaut, das mit der Schutzhütte nichts mehr gemein hat. Der Neubau wurde von vielen Seiten heftigst kritisiert. Der Präsident der Sektion Trient des Umweltschutzverbandes Italia Nostra sprach im Zusammenhang mit dem Neubauprojekt von „landschaftlichen Analphabetismus“. Für die Kosten des Neubaus kamen die neuen Pächter auf, im Gegenzug wurde der Mietvertrag mit der Sektion Bozen des CAI auf 40 Jahre abgeschlossen.  Das 4-Sterne-Sellajoch-Mountain-Resort verfügt über mehrere Suiten, zahlreiche Zimmer, einen Restaurant- und einen Wellnessbereich inklusive Hallenbad.